# Фемінітиви
Фемініти́ви (фемінати́ви; nomina feminativa, nomina feminina — назви жінок, від лат. fēmina — жінка, fēminīnus — жіночий) — група слів жіночого роду за певним станом, альтернативних або парних аналогічним словам чоловічого роду (маскулінітивам), від яких вони утворюються суфіксально. Залежно від класифікації до фемінітивів включають назви самиць тварин та іноді слова спільного роду.
Вважаються одною з найактивніших і найдинамічніших категорій сучасної української мови, що розвивається під впливом як позамовних, так і мовних чинників. На думку дослідників, фемінітиви конкурують з іншими нормативними засобами мовної ідентифікації жінки, повертаючи її у мовлення з пасиву. З розвитком теорії гендеру, теорії фемінізму та гендерної лінгвістики (ключові тези якої — «відставання мовних засобів від зросту суспільного значення жінок у сучасному світі та мовне конструювання нерівностей»), підсистема фемінітивів привертає все більшу дослідницьку та суспільну увагу.
На основі досвіду гендерно-чутливих реформ мов розвинених країн дослідниками розробляються основи non-sexists language на слов'янському ґрунті, виходячи з потреб у гендерному реформуванні російської, української і чеської мов.
Українська мовна потреба в фемінітивах не обмежується здобутками вітчизняного фемінізму. Тут сплелися соціальні складові мовної ситуації з національно-мовним пуризмом й ідеями «мовної рівноправності жінки».
В англійській, одній з мов, у яких немає граматичного роду, під фемінітивами розуміють назви посад і фахів (gender marking in job titles), вони є явищем рідкісним, адже більшість назв робіт в англійській нейтральні.
Для мов же, де рід є (серед яких українська) фемінізація професійних назв є актуальною для включення жінок у «поле видимості» мови, адже запозиченні нейтральних назв робіт (worker = he та she) охопність семантики втрачається (працівник = він). Те, як означати жінок у мові (нейтралізація чи специфікація), вирішується індивідуально для кожної конкретної мови.

## Дослідження
Фемінітиви у дослідженнях називають по-різному: категорія «жіночість», найменування жінок (О. Земська), «назви істот жіночого роду», «назви жіночого роду» (І. Ковалик), «назви осіб жіночої статі» (Л. Родніна), «фемінативи» (А. Архангельська, З. Валюх, О. Тараненко, М. Федурко, А. Загнітко), «назви жінок» (А. Архангельська); «категорія nomina feminine», «фемінінний домінант», «фемінінний новотвір» (А. Архангельська), «моція» (Н. Клименко), «фемінітиви» (М. Брус, С. Семенюк, Л. Кислюк) тощо. «Серед науковців нема одностайності ні щодо називання певних понять гендерної лінгвістики, ні щодо визначення цих понять. (…) в науковій літературі відсутнє єдине визначення аналізованого мовознавчого напряму й одночасно терміносистеми» . Найуживаніші — «фемінітив» та «фемінатив». У наукових працях все частіше віддають перевагу фемінітиву (аналогічно до інфінітив, генітив), який може «існувати в мовленні як потенційне слово і поступово утверджуватися в ролі термінологічного поняття».
Хоча вичерпні дослідження фемінітивів досі відсутні в українському мовознавстві, роботи в цьому напрямку ведуться у трьох напрямах:
- Фемінітиви досліджують насамперед з огляду на словотвірні, лексико-семантичні та стилістичні особливості їх творення і вживання (Іван Фекета, Світлана Семенюк, Ярина Пузиренко).
- Окремі дослідження вивчають розвиток фемінітивів на діахронічному (Марія Брус, Алла Архангельська) чи синхронічному (Анатолій Нелюба) зрізах.
- Фемінітиви вивчають із погляду гендерної лінгвістики (Михайло Гінзбург, Олена Малахова, Олена Синчак, Тетяна Архангельська) та в лінгвокультурологічному аспекті (Марія Федурко).

Наявний мовний і позамовний матеріал достатньою мірою розкриває історію фемінітивів української мови з ХІ ст. в сукупності їх лексичних, словотвірних і функціональних особливостей.
Фемінативами в українському мовознавстві іноді називають і групу іменників спільного роду, що є шаром експресивно-оцінної лексики.

## Класифікація
Фемінні назви семантично (за смислом) поділяються на різні за обсягом групи назв, кожна з яких може поділятися на підгрупи: назви жінок (загальні, власні і «середнього роду», за діяльністю, соціальним станом, етнічністю/територіальністю, стосунками, біологічними ознаками), назви самиць тварин та неживі поняття.
| I. Загальні назви жінок. 1. Назви жінок за характерними ознаками: - за зовнішнім виглядом (білявка, чорноброва); - за фізичними якостями (кривоніжка, хвора, здорова, сліпа, зряча, бездітниця (бездіткиня, безплідниця, нерода)); - за внутрішніми якостями (дочка-янгол, трудівниця, недбайлиця); за здібностями (відмінниця, дурепа, невігласка); - за поведінкою (білоручка, грубіянка, брехунка (брехуха), скупердяйка, манірниця, ірон. губокрутка, гордуня); - за сексуальною поведінкою (хвойда, блудниця, хтива); - за стосунками з іншими людьми (подруга (другиня, подружка), товаришка, люба, незнайомка, приятелька). 2. Назви жінок за діяльністю: - за родом діяльності (співачка, радниця, туристка, фізкультуриниця); - за професією (продавщиця/продавчиня, аптекарка, санітарка, різноробоча, двірничка, маляриха, котляриха, млинарка, різничка, кравчиня (кравчиха, швачка, шваля), сластінниця); - за виконанням завдань (чергова); - за посадою (завскладу, завідувачка, директорка/директриса); - за захопленнями (нудистка, вегетаріанка, граля, картярка, гамаківна); - за подією в житті (ювілярка). 3. Назви жінок за родинними та сімейними стосунками: - за спорідненістю і свояцтвом (мати, жінка, дружина, мачуха, родичка/родачка, сестра, бабуся (бабуня)); - за порядком народження (первачка, третячка); - за сімейним станом (благовірна, наречена, єдиначка). 4. Назви жінок за стосунком до чоловіків: - за діяльністю чоловіка (губернаторша, головиха, суддиха, диякониха, чинбариха, гарбариха, куркулиха, крамариха, лісничиха, мировиха, катиха); - за діяльністю батька (гончарівна, паламарівна, головівна, суддівна, купцівна, москалівна, удовівна, панівна, королівна, богатирівна, боярівна, бурмистрівна, гетьманівна, воєводівна/воїводянка). 5. Назви жінок за соціальним станом: - за походженням (шляхтянка, байстрючка); - за титулом (княгиня, героїня, герцогиня, графиня, дукиня, ландграфиня, маркграфиня, пфальцграфиня, монархиня); - за соціальним положенням (кріпачка, господиня, наложниця, наймичка, бурлачка); - за способом життя (бомжиха, жебрачка, старцівна, безхатниця, соромітниця). 6. Назви жінок за біологічними ознаками: - жінок узагалі (жінка, баба); - за віком (не/повнолітня (малолітня), стара (літня), юначка, дошкільниця, п'ятирічна); - за зовнішніми рисами (маленька, довговолоса, біловолоса, золотоволоса, рудовлоса, красуня); - за настроєм (тужниця, нещасна); - за відношенням до народження (вагітна, поліжниця, породілля); - за медичним статусом (хвора, туберкульозниця, подагричка, навіжена). 7. Назви жінок за церковно-релігійними ознаками: - за віросповіданням (католичка, іновірка, язичниця, весталка); - ставленням до бога (боголюбиця, безбожниця, атеїстка); - за церковно-релігійними особливостями, статусом (постриженка, черниця, грішниця). 8. Назви жінок за ситуативним станом (полонянка, утікачка, обраниця, студентка-породілля, квартирантка, арештантка). 9. Назви жінок за місцем проживання (сусідка, селянка, волинянка, петербурженка, міщанка, тубілка, туземка, вінничанка, росіянка). 10. Назви жінок за національністю чи расою (болгариня, туркеня, німкеня, муринка, дружина-вірменка, українка). 11. Звертання до жінок (пані, мадам, леді, міс, місіс, дама, панна, дівчина, жіночка, дамочка, любка, любонька). II. Назви самиць тварин та птахів: узагалі (самиця, самка, голубка, вовчиця, ведмедиця, ворона, пава, зайчиха (зайчиця), лосиця, ослиця (ослючка, віслючка), мулиха, моржиця, бабачиха, кізонька (коза, козуня), буйволиця, кішка (котвиця, кітка), верблюдка (верблюдиця), бобриха); за призначенням (свиноматка); за зовнішніми ознаками (орябка, беззубка, підлящівка, напівкровка); за особливостями поведінки (полетуха, погримуха); за темпоральними ознаками (перестрига, переярка, поденка); за місцем перебування (піщанка); за ставленням (гадина-змія). В розмовному стилі мовлення також існує розрізнення статі рослин (тополиця, кавуниця (кавунка)). III. Назви чоловіків і жінок іменниками «спільного» роду, що набувають граматичний рід відповідно до статі особи: за професійною діяльністю (листоноша, слуга, книгоноша, вишибала); за діями (роззява, незграба, діляга), за вчинками (нероба, нечема, нахаба, нікчема, ненажера, злодюга, завида), за рисами характеру (трудяга, добряка, розумака, забіяка, плакса, хитрюга, просторіка, ханжа), за віком (малолітка); за зовнішніми ознаками (замазура, симпатяга, каліка, заїка, сердега, бідолаха, стиляга, лівша (шульга), правша), за звичками, поведінкою (єхида, ябеда, сплюха, п'яниця (п'янюга), вискочка), за станом (сирота, сиротина, волоцюга), за національністю (ерзя, чукча, чухна). V. Власні назви жінок: українські прізвища на -о та приголосний (Іваненко, Курило, Теглій, Скорик), за батьком (Петлюриха, Курилиха, Гулевичівна, Павленківна, Янчуківна), за чоловіком (Іваненкова, Курилова); запозичені прізвища на голосний (Кюрі, Золя, Камю, Дідро; Дурново); зменшувально-пестливі форми імен жінок «спільного» роду (Валя, Женя, Вася, Яся, Аня, Катя). VI. Неживі поняття (команда-переможниця, фірма-підрядниця, держава-сусідка). А. П. Загнітко запропонував розмежовувати фемінативи про національність, етнос чи місце проживання, створені від чоловічих (ефіоп-ефіопка), які нейтралізують чоловічу стать, та назви складнішої семантики (за професією, видом занять), що вступають в опозицію з іменниками чоловічого роду (поет-поетеса, поетка) і постають маркованими. Пропонують відрізняти фемінітиви від іменників спільного роду[джерело не вказане 2688 днів], якими можуть називатися особи будь-якої статі (суддя, староста, старшина, колега, бариста, піцейола, сирота, убивця). Як правило, вони відмінюються за першою відміною. Іменники спільного роду узгоджуються з іншими словами або в чоловічому, або в жіночому роді, залежно від статі особи. |

## Фемінітиви й норма літературної української мови
Тривалий час[скільки?], або під впливом російської мови, або під впливом спільних тенденцій у кількох слов'янських мовах,[уточнити] в українському мовознавстві побутує уявлення, що граматичний жіночий рід має обмежене використання в діловому й науковому мовленні. Проте ще в 1960-х роках цю норму ставив під сумнів український мовознавець Іван Ковалик у своїй статті в журналі «Питання українського мовознавства».
У довідниках з культури й стилістики української мови доречність уживання граматичного жіночого роду визначають різними функціональними стилями. Не в останню чергу це зумовлено тим, що «категорія роду іменників виступає семантично значущою в корелятивних формах чоловічого і жіночого роду». Деякі порадники[які?] застерігають не переносити риси офіційно-ділового та наукового стилю, де граматична категорія роду не уможливлює варіативних форм та стилістичні відтінки, на художній, публіцистичний і розмовний стилі. Зокрема, зауважуючи можливі семантичні обмеження, Є. Чак у посібнику «Чи правильно ми говоримо?» радить: «Отже, зваживши на застереження, варто широко вживати такі утворення жіночого роду іменників, як авторка, бібліотекарка, лікарка, директорка, кондукторка, касирка», «Проте слід пам'ятати, що відповідне слово в чоловічому роді має більш загальний характер, і коли йдеться про офіційну назву звання, посаду або про ознаку чи вимогу, що стосується всіх, хто виконує цю роль чи роботу, треба вживати відповідне слово в чоловічому роді.» Олександр Пономарів у книзі «Культура слова: Мовностилістичні поради» радить не переносити риси офіційно-ділового стилю на інші стилі мовлення:

У засобах масової інформації досить часто можна почути й прочитати: перед мікрофоном журналіст Леся Чорна; гостей привітала вчитель української мови; ваша кореспондент взялась перевірити ці факти; Софія Русова — письменник, історик, педагог, викладач, громадський діяч. Такі конструкції суперечать морфолого-стилістичним нормам української мови. Вони є наслідком невмотивованого перенесення рис офіційно-ділового стилю (де підкреслюється не стать людини, а її службове чи суспільне становище) на художнє, публіцистичне та розмовне мовлення.
Процес утворення від іменників чоловічого роду назв жіночого роду доволі продуктивний. Слова авторка, аспірантка, дописувачка, журналістка, контролерка, лекторка, редакторка та інші зафіксовані в словниках, цілком нормативні. Отже, їх можна і треба вживати: перед мікрофоном журналістка Леся Чорна, ваша кореспондентка взялася перевірити ці факти; Софія Русова — історик, педагог, письменниця, викладачка, громадська діячка і т. д.

Дехто висловлює міркування, що, наприклад, слово поет (коли йдеться про жінок) слід застосовувати до видатних митців слова, а поетеса — до пересічних майстрів віршування. Погодитися з цим важко.
А мовознавець Капелюшний А.О. у посібнику «Практична стилістика української мови» зауважує: «Констатуємо тільки, що порада О. Д. Пономарева різною мірою стосується різних видів журналістського тексту. Багато іменників чоловічого роду — назв за професією, званням, посадою тощо — не мають паралельних форм жіночого роду…».
О.Пономарів зазначає, що жіночі відповідники до деяких назв професій вже досить поширені, а до деяких відповідників ще немає.
Більшість порадників та навчальних посібників рекомендували дотримуватися чинних до травня 2019 року норм в науковому та офіційно-діловому стилях:

У науковому і офіційно-діловому стилях іменники жіночого роду на означення професій вживаються рідко. У властивих їм мовних штампах спостерігаємо стійку традицію використання іменників чоловічого роду на позначення осіб жіночої статі.

В офіційному мовленні слід віддавати перевагу формам чоловічого роду, навіть якщо вони мають у сучасній українській мові співвідносні форми жіночого роду іменників, що називають осіб за посадою, професією, званням: зарахувати на посаду касира Петрову, нагородити лейтенанта Павлишину, виступила професор Біла, доручити інспекторові Дем'янівській. Уживання форм жіночого роду вмотивоване лише тоді, коли вказівка на стать є обов'язковою й не може бути виражена іншими засобами: виступи українських фігуристок, концерт відомої піаністки. Суто офіційного характеру ділові документи набувають за умови, якщо з іменниками на позначення посад, професій, звань та ін. залежні прикметники узгоджуються у формі чоловічого роду, хоч у тексті йдеться про жінок, пор.: старший сержант Лиса; провідний науковий співробітник Вишневська. Із жіночим прізвищем узгоджуються лише дієслова у формі минулого часу жіночого роду, пор.: професор Біла зауважила, старший сержант Батурська доповіла. Іменники жіночого роду із суфіксами -ш-, -их- не можуть бути використані в офіційному діловому мовленні через свій розмовний або жаргонний характер: секретарша, касирша, лікарша, головиха.
Принцип фемінізації як засадничий[джерело?] для української мови викладено і в академічній граматиці української мови, у якій Іван Вихованець і Катерина Городенська зазначають:

У сучасних тенденціях стосовно родової категоризації іменників помітним явищем постає співвідносність назв осіб чоловічого й жіночого роду. Ця співвідносність є найтиповішим і найпродуктивнішим способом творення іменників на позначення осіб: аптекар — аптекарка, архітектор — архітекторка, ветеринар — ветеринарка, економіст — економістка, депутат — депутатка, опозиціонер — опозиціонерка (…) Особливо широко функціонують похідні від іменників чоловічого роду суфіксальні кореляції жіночого роду в розмовному мовленні, вони нерідко не фіксовані словниками.
На хвилі національно-мовного пуризму активне творення і вживання фемінінних інновацій у розмовному мовленні часто розуміється як характерна риса української мови, що відрізняє її від російської[чому?]. «Однак аналіз мовних і мовленнєвих фактів свідчить про те, що українська мова таким чином не відштовхується від російської, а крокує з нею нога в ногу, наступаючи на ті самі граблі. Саме в такому контексті можна казати про російсько-українську міжмовну конвергенцію». В українській цю словотвірну тенденцію, на думку деяких мовознавців, пожвавлюють насамперед позамовні чинники, зв'язані зі зростанням ролі жінки в українському суспільстві та із ширшими процесами демократизації. Проте фахівці відмічають наявність як стимулюючих, так і стримуючих чинників:

…і в українській, і в російській мовах реально існує ціла система як мовних, так і позамовних чинників, котрі стримують і, навпаки, стимулюють появу жіночих корелятів (Архангельська А. ‚Чоловік‘ у слов'янських мовах. 2007: 67-74). До чинників «стримуючого типу» належать морфонематична сполучуваність фемінізуючих формантів, прагматична «навантаженість» корелятів-фемінативів (що є, проте, об'єктивним наслідком їх походження), стилістична зниженість багатьох фемінізованих номінантів-іменувань за професією в порівнянні з чоловічими, «статусна» зниженість фемінатива в порівнянні з маскулінізмом (статус врачихи значно нижчий за статус врача, статус професора вищий, ніж статус професорши, те саме в українській мові — директорка виявляє нижчий статус, ніж директор). Звідси й потенційна можливість висловити за допомогою таких фемінативів поблажливу чи зневажливу характеристику жінки, що сприймається гендерно-чутливими дослідниками як сексизм.

## В українських словниках та лексикографічних працях
Уже в першому українському друкованому словнику — «Лексисі» Лаврентія Зизанія (1596) було 7 жіночих найменувань (горбата, дочка, медведиця, молодиця, невістка, скорчена, сляка (скривлена)).
Загалом у XVI-XVII століттях кількість жіночих назв в українській мові зростає, однак продуктивнішими вони стають у ХІХ столітті. У ці періоди фемінітиви активно вживали передусім в усному мовленні, а в писемні джерела і відповідно словники вони проникали повільніше[джерело?].
Ситуація змінилася на початку ХХ століття. Дослідниками було помічено, що коли жінки вперше опановували нові професії і фахи, кількість неофемінітивів зростала, але зі збільшенням жінок у відповідних професіях вжиток повертався до форм чоловічого граматичного роду. На хвилі фемінізації й українізації жіночі назви потрапили в словники. Зокрема, чималу їх кількість засвідчує «Словник української мови» Дмитра Яворницького: євангелитка, єретниця, величниця (шанувальниця), домовласниця, злочинниця, колежанка, змагальниця (учасниця змагань), здільниця (майстриня, артистка) та ін.
Назви жіночих професій є в «Російсько-українському словнику» Агатангела Кримського (1924—1933): делегатка, інструкторка, інспекторка, друкарка, мулярка, медичка, лікарка, історичка (студентка), надихачка, випроб(ов)увачка, викладачка, професорка, демократка; виборниця, законодавиця, чинниця (діячка), з'ясовниця, віддячниця, заступниця, заводовласниця, коштодавиця, виконавиця. Примітно, що фемінітиви медичка, лікарка, історичка, викладачка, професорка подано без стилістичних позначок (розм. чи зневажл.), які в радянські часи було впроваджено в усі українські словники[джерело?].
У «Російсько-українському словнику ділової мови» М. Дорошенка є: виховниця, володілиця, доглядниця, друкарниця, видавниця, висловниця, свідчиця, статистиця, державиця, владниця та ін.
Політична дискусія про фемінітиви та жіночі прізвища велася під час правописної конференції 1927-28 рр. Учасники висловилися за відмінювання та варіативність, але активісти жіночих партійних організацій («жінвідділів») виступили категорично за те, що жіночі прізвища «не повинні одмінятися од чоловічих».
Близько 3 500 фемінітивів міститься у 11-томному Словнику української мови (1970—1980). Чимало[скільки?] з них мають позначки розм. чи зневажл., що обмежують сферу вживання фемінітивів розмовним стилем й не рекомендують уживання в науковій та офіційно-діловій практиці.
З початку 2000-х в Україні поступово переосмислюють тенденції розвитку української мови за радянських часів, у тому числі розглядають питання вживання жіночих назв. Так, мовознавець Анатолій Нелюба у словнику «Словотворчість незалежної України 1991—2011» (2012) подає фемінітиви-новотвори, що з'являлися на сторінках преси незалежної України.
Згадані лексикографічні напрацювання взято за основу для розробки онлайн-платформи «Фемінітиви», яку у 2017 році планувалося представити у Харкові на Міжнародному лінгвістичному конгресі, присвяченому розвитку системи фемінітивів української мови з огляду на динаміку мовної норми. На цій платформі планувалося зібрати всі жіночі найменування в українській мові.
На початку 2022 року на словниковій платформі r2u.org.ua було опубліковано «Вебсловник жіночих назв української мови» (за сприяння благодійного фонду «Повір у себе»), який уклала керівниця програми «Філологія» в УКУ, кандидатка філологічних наук Олена Синчак. Над ним також працювали наукова редакторка Ганна Дидик-Меуш — докторка філологічних наук, авторка і співавторка  словників «Комбінаторний словник української мови XVI–XVIII століть» та «Лексикон львівський: поважно і на жарт», а також науковий консультант Василь Старко — кандидат філологічних наук, перекладач, співавтор ВЕСУМ і «Правописник Language Tool». Вебсловник створено опираючись на дані корпусу ГРАК та інших джерел. Усі 2000 фемінітивів проілюстровано цитатами з текстів. Чи не вперше[джерело?] в українській лексикографії в структуру словникової статті введено результати опитування в експертній групі. У ньому дескриптивний підхід до опису лексики урівноважено елементами прескриптивного підходу.
25 листопада 2022 року платформа «По той бік новин» в рамках свого підпроєкту «По той бік гендеру» запустила «Абетку фемінітивів». Абетка містить близько 100 слів, які вживають частіше щодо жінок у війську чи вимушених переселенок.

## Способи творення
Формування словотвірного значення жіночості здебільшого відбувається від маскулізмів (назв чоловічого роду) за допомогою суфіксів: -к(а), -иц(я), -ниц(я), -овиц(я), -ин(я), -ес(а), -ис(а) та ін., префіксів: пра-, по-, конфіксів: па- -иц(я). Однак деякі маскулізми навпаки утворилися від фемінітивів, наприклад, нянь< няня, фей< фея, мимр < мимра, русал < русалка[джерело?]. Деякі професії називаються переважно фемінітивами, а їхні маскулізми рідкісні, або утворюються в аналітичний спосіб, або ж не утворюються взагалі. Наприклад, проститут (чол. до проститутка), повія, повитуха, покритка, феміністка (прихильники феміністської теорії, наполягають, що чоловіки можуть бути лише «профеміністами» через відсутність досвіду жіночої гендерної соціалізації[джерело?]); машиніст — водій локомотива, а машиністка — набірниця друкарською машиною.

### Суфіксальний словотвір
Найпродуктивнішим є суфікс -К-[джерело?], він утворює фемінітиви: депутатка, директорка, редакторка, архітекторка, лікарка, викладачка, доцентка, професорка та ін. Приєднується до чоловічої основи, яка закінчується на приголосний звук: президент — президентка, філософ — філософка, лідер — лідерка. Суфікс -К- поширений у всіх слов'янських мовах, а в українській він став найпродуктивнішим із середини ХІХ століття[джерело?]. Висока продуктивність історично демінутивного (куля-кулька, лава-лавка) суфікса -к(а), за допомогою якого часто утворюються віддієслівні іменники (грілка, закладка, підтяжка), нині (2014, 2016) активізованого також для творення розмовних неологізмів (автоцивілка «страхування», мазепинка «кашкет», див. універбація), які можуть виступати стримуючим чинником при створенні фемінітивів. У таких випадках шукають варіанти з меншим емоційним відтінком, ніж додає афікс -ка (напр. філософ — філософка — філософиця — філософиня — філософеса).
Суфікс -ИЦ- — другий за продуктивністю[джерело?]. Приєднується до основ на –ЕЦЬ: підприємець — підприємиця, виконавець — виконавиця, службовець — службовиця, і –НИК: радник — радниця, засновник — засновниця, чиновник — чиновниця, боржник — боржниця, вісник — вісниця, ганчірник — ганчірниця, відступник —  вісдступниця, мученик — мучениця, духозбудник — духозбудниця (надихач — надихачка), песиголовець — песиголовиця, самець — самиця, бунтівник — бунтівниця, кидальник — кидальниця, халамидник — халамидниця, бог — божиця. Фемінітиви на -ИЦ- існували ще в праслов'янський період (вовчиця, птиця), їх поширення засвідчено в писемних пам'ятках XII—XIII ст. У другій половині ХІХ — на початку XX ст. їх чисельність поступово збільшується (друкарниця, доглядниця, віртуозниця, пекарниця, мешканиця). Проте в нормативні джерела другої половини XX ст. не потрапила значна частина іменників з суфіксом –ИЦ-, які було подано в словниках часів українізації. Нині[коли?] спостерігаємо активізацію цього фемінізуючого суфікса[джерело?].
Суфікс -ИН- фемінізує чоловічі основи на -ЕЦЬ: борець — борчиня, мовець — мовчиня, продавець — продавчиня, творець — творчиня, митець — мисткиня, -ЛОГ: філолог — філологиня, соціолог — соціологиня, ендокринолог — ендокринологиня, або на приголосний, які тривалий час[скільки?] вважалися непіддатними фемінізації, наприклад ворог — ворогиня, член — членкиня, хірург — хірургиня.
Суфікс -ИН- (-ЕН-) трапляється в староукраїнських писемних пам'ятках, зокрема, з його допомогою утворювали:
- національно-територіальні фемінітиви (бойкиня, лемкиня, грекиня);
- андроніми (герцогиня, графиня, княгиня);
- атрибутивні назви (берегиня, богиня, другиня);
- фемінітиви за соціальною ознакою (бояриня, синьйорина, ґаздиня, монахиня);
- агентиви (майстриня, кравчиня).

Крім української, суфікс -ИН- (-ЕН-) властивий також західно- і південнослов'янським мовам, тому він повніше зберігся на заході України (мовець — мовкиня, швець — шевкиня, німець — німкеня, де підживлюється від західнослов'янських мов і з мовної практики західної української діаспори. Натомість він не властивий ані російській, ані білоруській мовам[джерело?]. У позамовному плані відродження цього суфікса, зокрема, для творення фемінітивів може сприйматися як повернення української мови до «центральноєвропейського мовного простору» (Юрій Шевельов). Стримуючим чинником є урочистий книжний відтінок суфікса -ИН- (гординя, милостиня), а також конотативи ще не засвоєних слів, що перебувають на стадії жаргонізмів (як-от філологиня в 2010-х), коли їх використовують спершу переважно в усній, жаргонній, художній, епістолярній мові.
Суфікс -ЕС- (-ИС-) трапляється в номінаціях, які були запозичені у XVIII столітті з французької мови (іноді через російську[джерело?]):
- андронімічні фемінітиви (баронеса, віконтеса, грандеса, принцеса);
- агентиви (патронеса, поетеса, стюардеса; абатиса, актриса, директриса, інспектриса, заст. лектриса).

Сьогодні[коли?] у фемінних інноваціях, на кшталт політикеса, агентеса, критикеса, метреса, майданеса, помітні спроби надати цьому суфіксові нового життя. Однак у парах словотвірних синонімів актриса — акторКа, лектриса — лекторКа, директриса — директорКа, поетеса — поетКа перевагу отримує більш частотний і більш продуктивно спроможний формант -К-. Тож доля суфікса -ЕС- (-ИС-) як фемінізаційного форманта поки залишається під питанням.
Особливістю словотвірної фемінізації є конкуренція між різними формантами: фотографка — фотографиня — фотографеса; філософка — філософиня — філософеса; кінознавчиня — кінознавиця — кінознавка; літературознавчиня — літературознавиця — літературознавка. Така конкуренція є закономірною для процесу карбування нових слів, тому припускають, що своєрідне словотворче «вагання» триватиме доти, доки мовна спільнота не вподобає собі та не відшліфує одного фемінітива з низки потенційно можливих[виправити стиль]. Водночас у процесі карбування фемінітивів на сьогодні істотно зростає роль медіа: активісти вважають, що «з їх допомогою словотворчі моделі фемінітивів відпрацьовуються швидше». Втім, у сучасній мовній практиці спостерігається хаотичне використання фемінізуючих афіксів, кількість утворюваних корелятів однієї назви тільки збільшується, при цьому «нестійкість рівноваги з погляду змістової та формальної відповідності таких одиниць означуваному поняттю у групах фемінативів-варіантів лише посилюється»; однією з причин цього професор А. Архангельська вбачає те, що «вони семантично, прагматично і стилістично не рівнозначні своїм чоловічим корелятам».
Мовознаіець А. Нелюба виділяє ще одну особливість творення фемінітивів на сучасному етапі, визначаючи її як «черезкроковий шлях творення». Цим способом утворено фемінітив істориня, тобто безпосередньо від історія (якщо ж утворювати від чоловічої основи, то можливий варіант: історик — історикиня), мажоритаристка — від мажоритарна система (якби слово утворювалось від чоловічої основи, то вийшло б мажоритарник — мажоритарниця). Професор припускає, що в майбутньому тенденція утворювати жіночі назви від загального поняття, проминаючи чоловічу основу, може пожвавитись.

### Несуфіксальний словотвір
Зміною закінчення часто утворюються фемінітиви в романських мовах. В українській це найчастіше імена. Наприклад: Богдан і Богдана, Олеся та Олесь, також неньо й неня, кум і кума.
Суплетивно, тобто переміною кореня слова, утворюються назви за родовою ознакою, наприклад: зять і невістка, дядько й тітка.
Значно збільшив свою продуктивність спосіб префіксації, у результаті чого виникло багато префіксальних та складних фемінітивів. До продуктивних запозичень належать префікси: супер-, інтер-, екс-, анти-, екстра-, дис-, ре-, суб-, ультра- (суперзірка, супермодель, інтердівчина, екс-фігуристка, антибільшовичка). Серед українських морфем виділяють префікси па- пра-, напів-, по- (падчерка, прабаба, правнучка).
Окремо слід відзначити зміну субстантивованих прикметників за родами. Наприклад, радіоведуча / радіоведучий; православний / православна; свята́ / святий, головуючий / головуюча.

## Вживання в публічній сфері
Використання фемінітивів у сучасних українських ЗМІ може засвідчувати прагнення поширювати та популяризувати ідеї гендерної рівності та дотримуватися чинної мовної норми (Український правопис 2019 року).
| Преса, періодика, інтернет-ЗМІ та зіни | Видавництва                                                                                     | Телебачення та мережевий відеопродукт | Радіомовлення                             |
| --- | ----------------------------------------------------------------------------------------------- | --- | ----------------------------------------- |
| Послідовно вживають фемінітиви: - «Критика», «Критика феміністична», - Культурний портал «Korydor», - «Україна модерна», - «Гендер в деталях» - «Жінки - це 50% успіху України» - Wonderzine - «Повага: Кампанія проти сексизму в українських ЗМІ та політиці», - Гендерний журнал «Я», - Журнал «Спільне», - Онлайн-журнал «The Ukrainians» Центр гендерної культури (м. Харків) Менш послідовно: - «Українська правда», - «Український тиждень», - «Газета по-українськи», - «Львівська газета», - «Експрес», - «Високий замок» - Hromadske | - «Критика», - «Медуза», - «Пабулум», - «Видавництво». Менш послідовно: - «А-ба-ба-га-ла-ма-га» | - Інтернет-канал Громадське телебачення - Телепрограма «ТСН» на 1+1, - Телепрограма «Факти» на ICTV - Телепрограма «Вікна» на СТБ, - Інтернет-проєкт «Телебачення Торонто» | - «Громадське радіо», - «Радіо Сковорода» |

### Художня література
Жіночі самоназви проникали, наприклад, в сучасну поезію спочатку як жаргонізми: «А ми такі… гуртожитські богині / — Філологині, жриці дивних слів…».
Однією з активних кувательок фемінітивів[виправити стиль] в українській літературі була Наталена Королева (1888—1966), яка у своїх творах «Таврійська бай» і «Скитський скарб» вжила авторські: їздкиня, центавреса, стражкиня.
Перше видання серії романів про Гаррі Поттера українською у видавництві А-БА-БА-ГА-ЛА-МА-ГА (Гаррі Поттер і філософський камінь) 2001 року, у перекладі Віктора Морозова, як і наступні шість томів видавництва, містило такі фемінітиви, як професорка, директорка, екзаменаторка, чаклуни та відьми (повсякчас вживається парно, в значенні громадяни, люди), ельфиня(-домовичка), дракониха (і драконка) та інші непоширені на час публікації форми[джерело?].

### Відомі люди
Серед публічних персон, фемінітиви українською у більшому чи меншому об'ємі вживають, наприклад, гурт ONUKA, Марися Рудська, Ілля Стронговський, Настя Мельниченко.

### Наукова та публіцистична сфера
Фемінітиви активно вживають сучасні українські гендерні дослідниці та експертки з жіночих студій, такі як Віра Агеєва, Оксана Кісь, Тамара Марценюк, Марія Маєрчик, Марія Дмитрієва. Серед публікацій з цих тем для широкої аудиторії послідовною стратегією вживання фемінітивів та мови включення, зокрема:
- Колектив авторок за ред. Марії Маєрчик. Гендер для медій. Підручник із гендерної теорії для журналістики та інших соціогуманітарних спеціальностей, — Київ: Критика, 2017 (видання третє, виправлене та доповнене). ISBN 978-966-2789-06-5.
- Тамара Марценюк. Чому не варто боятися фемінізму. — Київ: «Комора», 2018. 328 с. ISBN 978-617-7286-34-8.
- Оксана Кісь. «Українські жінки в горнилі модернізації». 2017.

### Юридичні документи
За дослідженням 2018 року фундацією DEJURE Єдиного реєстру судових рішень, в рішеннях українських судів найпоширенішими були фемінітиви позивачка (4 163 442 рази), громадянка (1 317 982 рази), відповідачка (1 278 551 раз), скаржниця (27 167 разів), представниця (11 457 разів). Юристка (18 разів, подекуди одрук), адвокатка, прокурорка, правничка виявилися одруками. Зовсім не вживається членкиня.

### Резюме
За дослідженням 2019 року, фемінітиви широко присутні в документах офіційно-ділового стилю, зокрема в резюме. Фемінітиви в українських резюме ужито переважно щодо низькокваліфікованого персоналу та творчих професій. Резюме українською, за даними www.work.ua станом на 2019, містили фемінітиви лиш у 20 випадках зі 100 (резюме французькою з того ж дослідження — в 100 випадках зі 100). Деякі посади дублювалися (офіціант – офіціантка, пакувальник – пакувальниця), більшість ні (адміністратор, менеджер, учитель). Були відповідальна, телеведуча. Лише прибиральниця не мала чоловічого відповідника, і стюардеса, закріплена традиційно.

## Законодавче закріплення в Україні
За словами Правописної комісії, український правопис редакції 1993 року, яким користувалися до 2018 року включно (деякі люди та організації продовжують і після), потребував доповнення у відповідності з тими сучасними мовними тенденціями, які сформувалися в суспільстві. Проєкт нової редакції українського правопису 15 серпня 2018 року був опублікований на сайті МОН для громадського обговорення.

### Флешмоб #легалізуватифемінітиви
У серпні 2018 року кореспондентка «Громадського радіо» Ana More ініціювала «Facebook-флешмоб #легалізуватифемінітиви» з закликом до Правописної комісії унормувати вживання в українській мові фемінітивів. Прихильники пропозиції публікували та поширювали дописи з тегом і надсилали секретарці Нацкомісії з правопису Ларисі Шевченко листи із пропозицією додати до проєкту нового правопису положення про варіативне вживання іменників-назв професій та посад – поруч із чоловічими формами додати фемінітиви. Правописну комісію закликали рекомендувати вживання фемінітивів на позначення жінок у професійному контексті, у тому числі жінок з військовими званнями – не лише у розмовній мові, а й норматизувати вживання фемінітивів і в публіцистичному, і в художньому, і в науковому, і в офіційно-діловому стилях.
До 1 жовтня 2018 року проєкт правопису отримав понад 500 пропозицій, зауважень і коментарів, через півроку після цього робота над правописом була завершена.

### Український правопис 2019 року
30 травня 2019 року набрав чинності Правопис 2019, що містив рекомендацію та правила творення фемінітивів, подані на сторінці 39 правопису (за текстом офіційного видання на сайті Інституту мовознавства ім. О. О. Потебні) у пункті 4 ("ПРАВОПИС СУФІКСІВ. Іменникові суфікси", § 32. -ИК, -НИК / -ІВНИК, -ЛЬНИК):
Радниця міністерки освіти і науки України (на той час Лілії Гриневич) Олена Масалітіна назвала введення фемінітивів до Правопису 2019 року «історичним моментом», а самі фемінітиви – «питомою рисою української мови».

### Фемінітиви в трудових книжках
18 серпня 2020 року Міністерство розвитку економіки, торгівлі та сільського господарства України наказом № 1574 від 18.08.2020 р. «Про затвердження Зміни № 9 до національного класифікатора ДК 003:2010» офіційно дозволило фемінітиви для посад працівниць, утворених за правилами чинного правопису, у кадровій документації, тобто трудових книжках, наказах, кадровому і загальному діловодстві, кореспонденції та всіх інших галузях праці, де застосовується класифікатор професій). За текстом наказу:

## Сприймання громадськістю
Фемінітиви супроводжує бурхлива дискусія в наукових, публіцистичних та соціальних колах. Ставлення громадськості до них неоднозначне[джерело?].

### Опитування населення
Анкетування 2014 року 676 осіб (студент(к)и вишів західного, центрального і східного регіонів України 18—25 років та держслужбов(и)ці) виявило неодностайність громадської думки щодо фемінітивів, нерозуміння їх необхідності й сенсу, 79% опитаних не вживали фемінітиви у мові (Архангельська А., 2014).
Анкетування 2018 року 216 українців і українок тієї ж вікової групи (18—25 років) показало загалом позитивно-нейтральне ставлення жителів(-ок) України до послуговування фемінітивами в розмовному мовленні, а в публіцистиці й офіційних документах – скоріше схвальне, причому до їх ужитку в будь-якому стилі жінки ставляться позитивніше за чоловіків.

### Мовознавча критика
На думку дослідника та популяризатора української мови Олександра Авраменка, фемінітиви історикиня, етнографиня, педагогиня потрібно використовувати вибірково, бо вони «неоковирно звучать».
Різко критикує вживання фемінітивів професор чеського Університету Палацького в м. Оломоуці Алла Архангельська, що опублікувала серію статей про історію й сучасний стан системи фемінітивів, в яких невисоко оцінила міркування тих українських мовознавців, котрі обстоюють уживання фемінітивів. А. Архангельська оцінює нові фемінітиви (професорка, міністерка, олігархиня, теоретикиня та ін.) як естетично неприйнятні, такі, що семантико-прагматично нетотожні своїм корелятам, вважає, що в СУМ ввійшли найвдаліші жіночі найменування часів українізації, а також заперечує тиск російської мови на систему фемінітивів української мови.
Нерідко окремі дослідники зауважують, що вживання фемінітивів засвідчує «давню патріархальну тенденцію» розвитку української мови, тож традиційно належні до розмовних стилів засоби можна широко вживати в тому числі у діловому мовленні й у фахових текстах, таких як: доповіді, листи, протоколи, рецензії, експертні висновки. Фемінізацію, за визначенням А. Нелюби, можна назвати «українським проривом» у сучасних словотвірних процесах.

### Дискримінація при наймі
Дослідження фемінних інновацій у мовах з граматичним родом засвідчують, що жінок, котрі описують себе фемінітивами, можуть менш охоче брати на роботу (дослідження в Польщі, 2012 року) та вважати менш соціально значущими і встановлювати їм меншу зарплату (на італійському матеріалі[джерело?]), на відміну від жінок, котрі вживають щодо себе нормативні нейтральні відповідники.

## Фемінітиви в мовах світу

### В англійській мові
Поява фемінітивів в англійській мові прямо пов'язана з поширенням фемінізму в суспільстві, яке посприяло розвитку гендерної лінгвістики, результати чого вже відбилися і в повсякденній мові. Так, наприклад, звертаючись до молодої жінки, у багатьох англомовних країнах стали використовувати нейтральну форму Ms замість традиційних Miss або Mrs. Такі лексичні нововведення були зроблені, щоб уникнути «сексизму в розмові».[джерело?]
В англійській мові фемінітиви утворюються двома способами:
1. До кореня додається суфікс, найчастіше це -ess, -ette, -ine, -rix: actor (актор) — actress (актриса), administrator (адміністратор) — administratrix (адміністраторка), astronaut (астронавт) — astronette (астронавтка), author (автор) — authoress (авторка), cosmonaut (космонавт) — cosmonette (космонавтка), hero (герой) — heroine (героїня), poet (поет) — poetess (поетеса), progenitor (попередник) — progenitrix (попередниця), usher (білетер) — usherette (білетерка).
2. Традиційне -man замінюють на -woman, що очевидно вказує на стать: businessman (підприємець) — businesswoman (підприємиця), chairman (голова) — chairwoman (жінка-голова (зборів, засідання); завідувачка), landlord (поміщик) — landlady (поміщиця), salesman (продавець) — saleswoman (продавчиня).

Деякі з професій не вказують на конкретну стать: lawyer (адвокат), driver (водій) чи director (директор). При перекладі цих слів слов'янськими мовами ми все одно постанемо перед труднощами, адже вони будуть мати рід — і зазвичай це чоловічий, якщо не вказано інше. В англійській мові ці іменники вважаються нейтральними, не зачіпають людей різних груп. Тому при розмові рекомендують[хто?] використовувати саме ці види слів, особливо, коли справа стосується людей, чию стать ви точно не знаєте. Наприклад: bartender замість barman, barwoman (бармен / барменка); firefighter замість fireman / firewoman (пожежник / пожежниця); police officer замість policeman / policewoman (поліцейський / поліцейська); chairperson, moderator, head замість chairman / chairwoman (головуючий / головуюча); member of Congress, representative замість congressman / congresswoman (член конгресу / член конгресу); people, humans замість mankind (людство з коренем чоловік); mail carrier, letter carrier, post worker замість mailman / mailwoman (листоноша ч. р. і ж. р.); flight attendant замість steward / stewardess (бортпровідник / бортпровідниця); server, table attendant, waitron замість waiter, waitress (офіціант / офіціантка) та ін.[джерело?].
Більшість англомовного співтовариства схиляється до використання фемінітивів або нейтральних слів для професій людей. На їхню думку, такі слова допомагають назавжди розправитися з існуючим в суспільстві упередженим ставленням до жінок, а також нерівним розподілом обов'язків. Крім того, прихильники й прихильниці таких лінгвістичних змін вважають, що подібні слова надихають жінок на кар'єрні досягнення.[джерело?]

### В арабській мові
У Корані зустрічаються слова і в чоловічому, і в жіночому роді по сусідству, наприклад «віруючий і віруюча повинні...».
В арабській фемінітиви творяться додаванням букви ة (та-марбута), яка усно вимовляється -а, в поєднанні з визначальним іменником -ат, в літературній формі -атун): наприклад, طالب (таліб, студент) стає طالبة (таліби, студентка); в потоці мовлення: طالبة الجامعة (талібат ал-джамі'а, студентка університету). Проте, ця ж буква може завершувати слова чоловічого роду.

### У білоруській мові
У білоруській для утворення фемінітивів, перш за все, використовують суфікс -ка: амбасадарка, дызайнерка, дворніца, джазістка, прэзідэнтка і консулка. У старобілоруській мові паралельно і активно застосовували суфікси -іца і -іня, наприклад караліца (каралева). Ці суфікси також існують і в сучасній білоруській мові, наприклад намесніца, але частіше використовуються в діалектах і в мові емігрантів. Спільний рід — іменники, які найчастіше утворюються на основі дієслів. Наприклад, размаўляць — суразмоўца, выдаваць — выдаўца. Вони підходять як для жінок, так і для чоловіків. Як і для української, для білоруської суфікс -ша при творенні фемінітивів невластивий. І, хоча іноді він застосовується в білоруській, історики мови простежили, що до білорусів й українців він прийшов під впливом Росії в XIX столітті.

### В іспанській мові
В іспанській фемінітиви від іменників чоловічого роду, що закінчуються на приголосну, на -o або -e, найчастіше утворюються додаванням кінцевої -а після приголосної: español (іспанець) стає española (іспанка), або заміною кінцевих -o чи -e на -a: amigo (друг) стає amiga (подруга). В інших випадках фемінітиви утворюються іррегулярно; іноді для чоловіків і жінок використовується однакова форма, що розрізняється лише артиклем: el terapeuta (терапевт) і la terapeuta (терапевтка).
В іспанській є два роди — чоловічий і жіночий, тому Іспанія не пішла гендерно-нейтральним шляхом, як англійська, а, навпаки, вводить відсутні фемінітиви, як Україна. Наприклад, зараз у газетах про президенток пишуть la presidenta (замість старої форми, коли додавали жіночий артикль -la до слова presidente).
У 2010 році проведена реформа граматики (La nueva gramática de la lengua española, 2010), метою якої були рівні права жінок і чоловіків з лінгвістичної точки зору. Реформа не торкнулася іменників, що позначають військові звання, вони досі мають загальну форму для чоловічого і жіночого роду і розрізняються артиклем і супутніми словами. Тобто, el alférez - la alférez, el cabo - la cabo, el general - la general і так далі.[джерело?]

### У німецькій мові
У німецькій фемінітиви від багатьох професій утворюються додаванням суфікса -in: student (студент) стає studentin (студентка). У деяких випадках при цьому голосна в корені отримує умлаут, наприклад, Koch (кухар) стає Köchin (кухарка), в інших випадках фемінітиви утворюються іррегулярно.
Оскільки форми studenten і studentinnen (студенти і студентки), kollegen і kolleginnen (колеги і колежанки), besucher і besucherinnen (відвідувачі і відвідувачки) є досить громіздкими, їх представили в скороченому вигляді: StudentInnen (студентки), besucherInnen (відвідувачки) і kollegInnen (колежанки). Написання великої I дозволяє набувати форми studentInnen як для студентів, так і для студенток. Дана форма звернення остаточно утвердилася в 2011-2013 рр.
В процесі розвитку німецького суспільства однією з проблем, з якою зіткнулась мова, став той факт, що деякі люди не ідентифікують себе однозначно з чоловічою чи жіночою статтю. Так позначення studentInnen перестало бути універсальним. Однак нещодавно з'явилося рішення — форма student*innen («студент*ки»). Зірочка посередині охоплює всі можливі прояви гендерної ідентифікації.[джерело?]
Цікавим є той факт, що дана форма набула поширення не тільки серед радикальних феміністок. Уперше така форма почала зустрічатися в 2016 році. Єврейський музей в Берліні став однією з перших організацій, що повністю перейшли на форму із зірочкою. Так, євреї тепер у них позначаються не як juden (євреї) і jüdinnen (єврейки), а як jüd*innen (єврей*ки). Це яскравий приклад того, наскільки багато факторів, таких як розвиток Інтернету як комунікативного простору для поширення ідей, здатні впливати на мовні нововведення.[джерело?]

### У польській мові
Фемінітиви в польському суспільстві звичніші і використовувалися частіше: на рубежі XIX і XX століть doktorka, rektorka, docentka, redaktorka цілком вживалися в ЗМІ. Проте в другій половині XX століття ставлення до фемінітивів змінилося. У ПНР, як і в СРСР, жінки працювали нарівні з чоловіками — але саме тоді з'явилася думка, що чоловічі назви професій звучать більш престижно[джерело?]. У 50-60-ті роки стала переважати точка зору, що profesorka і dyrektorka — це розмовні слова, а говорити треба pani profesor і pani dyrektor[джерело?]. У польському суспільстві досі немає єдиної думки щодо фемінітивів. У 2013 році в країні провели опитування про необхідність створювати фемінітиви від чоловічих назв професій — і тільки половина жінок відповіла ствердно. Деякі польські феміністки намагаються використовувати фемінітиви без суфікса -ka-. У польській мові є два займенники множини третьої особи — "oni" (група людей, де є хоча б один чоловік) і "one" (всі інші: жінки, діти, предмети, тварини). Зараз ці дві форми називаються особисто-чоловічий і неособисто-чоловічий (раніше вона називалася жіночо-речовою). Уявлення про те, як можна виправити ситуацію найближчим часом, поки немає: змінити «жіночо-речовий» рід неможливо без радикальної структурної зміни польської граматики. Найпоширенішим є суфікс -ka.
Методи творення фемінітивів у польській мові:
- присвійні суфікси жіночности (-owa, -ówna, -ina/-yna, -anka) – krawcowa, hrabina, burmistrzanka, koleżanka;
- афікси (-ka, -ini/-yni, -ica/-yca, -ina/-yna, -anka) – autochtonka, kibicka, sabotażystka, skoczkini, przodkini, sportowczyni, wydawczyni, dawczyni, anielica, diablica;
- суфікси (-icha/-ycha, -na, -essa) – kowalicha, druhna, baronessa.

### У російській мові
Фемінітиви в російській мові утворюються приєднанням суфікса до чоловічої основи або заміною суфікса. Академічна «Російська граматика» 1980 року нараховує 10 таких суфіксів. Найпоширенішими є -ш- (диктор → дикторша), -к- (студент → студентка), -щиц- (банщик → банщица) і -ниц- (писатель → писательница). При цьому один і той же словотвірний тип може як розвиватись, так і ні (наприклад, «студентка», але не «президентка»). У результаті для деяких професій в літературній російській мові загальновживане позначення в жіночому роді відсутнє (наприклад, «філолог») або ж має зневажливий відтінок (докторша у порівнянні з доктором). Також використовується конструкція «жінка-X», де X - назва професії в чоловічому роді. Такий варіант часто зустрічається, коли йдеться про нову для жінок область і тому вживається з прикметником «перша» (первая женщина-космонавт).
Вибір суфіксів залежить від основи слова в чоловічому роді: основи на -тель и -ник, частіше використовують суфікс -ниц-: (учитель → учительница, художник → художница), основи на -ф і -г – суфікс -иня- (граф → графиня, психолог → психологиня), основи на парні по глухості-дзвінкості приголосні -к- (студент → студентка), і так далі; при цьому багато в тому числі усталених фемінітивів утворюються інакше.
Історично деякі фемінітиви в російській мові позначають не жінку певної професії, а дружину зайнятого цією професією чоловіка (профессорша — це жінка профессора, генеральша — жінка генерала). Це створює неоднозначність при використанні суфіксів -ш- і -их- в сучасній розмовній мові, перешкоджає поширенню таких слів і закріпленню їх в літературній російській мові. Через це люди, які виступають за використання фемінітивів, часто відмовляються від суфіксів -іх- і -ш- на користь -к-, вважаючи його нейтральнішим. З іншого боку, суфікс -к- для фемінітивів критикується через його омонімії: він також утворює зменшувально-пестливі іменники або скорочення словосполучень (финский нож → финка), що може надати фемінітивам з -к- небажані смисли.[джерело?]
Існує невелика кількість назв професій в жіночому роді, які не є похідними від назви тієї ж професії в чоловічому роді. Наприклад: «маникюрша» безпосередньо від слова «маникюр» («маникюрщик» утворений пізніше незалежно); «техничка» походить від визначення «техническая служащая», а не від професії «техник»; «прачка» від застарілого (українізму) «прать».
У січні 2024 року Верховний суд РФ назвав фемінітиви ознакою «міжнародного громадського руху ЛГБТ», який визнаний екстремістським.

### У французькій мові
У французькій мові слова фемінізується через артикль або закінчення, а часто обома способами. Для позначення жінки на посаді зазвичай використовується певний артикль: la juge (суддя) або la ministre (міністерка).
Іноді для фемінітива у французькій потрібно додати суфікс -e: ami (друг) – amie (подруга); candidat (кандидат) – candidate (кандидатка); député (заступник) – députée (заступниця); avocat (адвокат) – avocate (адвокатка); procureur (прокурор) – procureure (прокурорка). Також існують суфікси -esse, -ine: un maître (майстер) – une maîtresse (майстриня), héro (герой) – héroïne (героїня)
Слід виділити sapeuse-pompière (пожежниця) замість sapeur-pompier (пожежник).
У французькій, як і в українській, є великий список професій, назви яких традиційно більше асоціюються з «чоловічими»: médecin (лікар), peintre (художник), gouverneur (губернатор), ministre (міністр). З недавнього часу французи творять жіночі варіанти для таких професій: sénateur / sénatrice (сенатор / сенаторка), або ж ставлять артикль жіночого роду перед словом: la présidente.
Є й аналогічна до іспанської проблема з займенниками множини, де «elles» (вони) або «toutes» (все) використовуються для опису групи жінок, а «ils» (вони) або «tous» - для групи людей, в якій є хоча б один чоловік. Їй шукають різні способи вирішення. Лесбійський журнал Wel Wel Wel нагадує, що і займенники було введено лише в XVII столітті, про що писав граматик Бозе: «Чолочий рід вважається більш шляхетним, ніж жіночий, через перевагу чоловіка над жінкою». Редакція пропонує і застосовує на сторінках журналу звід «рівноправніших» граматичних правил, що побутували в мові до XVII ст. Так, при перелічуванні узгодження відбувається не зі словом чоловічого роду – а з тим, яке перелічується останнім. «Всупереч поширеній думці, такі правила не ускладнюють мову, а лише роблять її більш рівноправною».
Фемінітиви у французькій мові пройшли шлях від маргіналізованих[коли?], якими користувалися переважно феміністки і соціалісти, до законодавчо затвердженої норми в усіх професіях для жінок. Спочатку ліва газета Libération писала directress (директорка), а центристська Le Monde або права Le Figaro madame le directeur (жінка-директор) і ніколи не фемінізовували професії. Але з приходом до влади лівого уряду з великою кількістю міністерок, які на дверях кабінетів предсталялись «Madame la ministre», був ухвалений закон, який офіційно закріпив ці мовні і соціальні зміни.
Проведена на державному рівні і відмова від звернення «мадемуазель», яке артикулює шлюбний статус жінки (мадам ― одружена жінка, а мадемуазель ― неодружена), тоді як для чоловіків такого розмежування немає. Пильну увагу до шлюбного статусу визнали дискримінацією жінок, і в 2012 після довгих дебатів і мітингів звернення «мадемузель» видалили з адміністративних форм. Що теж викликало протести: «Багато хто стверджував, що жінкам взагалі-то подобається, коли їх називають "мадемуазель"», але зараз у професійному світі це слово повністю стерте.[джерело?]
Національна асамблея Франції ухвалила вказувати в жіночому роді всі пости, які займають жінки. У 2014 році депутата французького парламенту оштрафували на 1 378 євро за те, що він під час сесії звернувся до головуючої «Madame le président» (пані президент) замість регламентованого асамблеєю варіанту «Madame la présidente» (пані президентко).
Раніше Французька академія, яка регулює вживання французької мови, відкидала створення нових фемінітивів, називаючи «президенток» і «професорок» дурістю і надмірністю[джерело?]. Однак на початку 2019 року Академія заявила, що не має нічого проти фемінітивів, і визнала проблемність правильного вживання назв професій, титулів і посад, коли мова йде про жінок. Однак сьогодні вже навіть праві прихильники Марін Ле Пен активно використовують фемінітиви. Не відразу, але поступово фемінітиви стали нормою.

### У чеській мові
У чеській мові існує кілька основних суфіксів, які творять фемінітиви: -ka, -ice, -yně, -ová, -na, -anda.
Найпоширенішим суфіксом, як і в усіх слов'янських мовах, є -ka та його розширення -nk(a), -nk(a), -ovk(a), -ezk(a). Суфікс поєднується зі словами чоловічого роду, запозиченими словами, а також мотивованими та невмотивованими іменниками. Їх можна використовувати для іменників чоловічого роду, що закінчуються суфіксом: -tel (наприклад, (učitel → učitelka), -č (prodavač → prodavačka), -ař / ář (lékař → lékařka), -ák (zpěvák → zpěvačka), -íř (malíř → malířka), -ec (cizinec → cizinka), -an (Jihlavan → Jihlavanka). Він також приєднується до іменників, що закінчуються на приголосну, наприклад referent → referentka, doktor → doktorka, inženýr → inženýrka.
Суфікс -ka також може з'єднуватися з іноземним -log, наприклад sociolog → socioložka; filolog → filoložka. Фемінітиви в Чехії і є більш широко прийнятими, ніж у польській, де сьогодні вони вважаються нестандартними.

## Медіаматеріали
- Фемінітиви: хто і чому просуває ґвалтування української мови — Ірина Фаріон про чистоту мови / ВІДЕО
- Вебсловник жіночих назв української мови / Укл. Олена Синчак, наук. ред. Ганна Дидик-Меуш,  наук. консульт. Василь Старко, Львів, 2022
- Лекторій: Фемінітиви, від символічної влади до справедливої мови - Лекція Олени Синчак в книгарні "Є" разом із "Феміністична майстерня"
- Онлайн-тренажер і шпаргалка з творення фемінітивів на webpen.com.ua. Процитовано 2021-01-30.
- Урок 1. Фемінітиви: що це таке та чому вони важливі? — Олена Масалітіна для Поваги (04:42 хв відео)
- Урок 2. Як утворювати фемінітиви? — Олена Масалітіна для Поваги (05:53 хв відео)
- Урок 3. Як вживати фемінітиви? — Олена Масалітіна для Поваги (05:24 хв відео)
- Чи існують в українській мові фемінітиви? Квантова філологія. — Тарас Українець: Твоя Підпільна Гуманітарка (22:09 хв відео)